# Chlorita eremophila
Chlorita eremophila är en insektsart som beskrevs av Rauno E. Linnavuori 1962. Chlorita eremophila ingår i släktet Chlorita och familjen dvärgstritar. Inga underarter finns listade i Catalogue of Life.